# Mała Hłumcza
Mała Hłumcza (ukr. Мала Глумча) – wieś na Ukrainie, w obwodzie żytomierskim, w rejonie zwiahelskim, w hromadzie Emilczyn. W 2001 liczyła 742 mieszkańców, spośród których 741 wskazało jako ojczysty język ukraiński, a 1 rosyjski.